# 1337 Mennesker
1337 Mennesker er en dansk dokumentarfilm fra 1946 med instruktion og eget manuskript.

## Handling
Danskerne opfordres til at lade sig undersøge for tuberkulose.